# Hier sind die Onkelz
Hier sind die Onkelz ist das zehnte Studioalbum der deutschen Rockband Böhse Onkelz. Es erschien am 25. September 1995 und war die erste Veröffentlichung über das Major-Label Virgin Records, zu dem die Band gewechselt war. Der Vertragsabschluss zwischen Virgin Records und den Böhsen Onkelz wurde in der Branche und teilweise in den Medien kontrovers diskutiert.

## Covergestaltung
Das Albumcover zeigt vier Kinder, die eine große Ähnlichkeit mit den vier Bandmitgliedern aufweisen. Sie stehen vor einer Mauer in einem Hinterhof. Oben im Bild befinden sich die Schriftzüge HIER SIND und DIE ONKELZ. Die Fotos für das Cover und Backcover schoss Fotograf Carsten Lerp, das Artwork innerhalb des Booklets, das diverse Comic-Zeichnungen beinhaltet, stammen aus der Feder des Grafikdesigners Christoph Schnee, der früher Sänger der Punk-Band Middle Class Fantasies in Frankfurt/Main war.

## Titelliste
| #  | Titel                                  | Länge |
| -- | -------------------------------------- | ----- |
| 1  | Hier sind die Onkelz                   | 4:37  |
| 2  | Finde die Wahrheit                     | 4:03  |
| 3  | Danke für nichts                       | 3:39  |
| 4  | Ich                                    | 3:49  |
| 5  | Nichts ist für immer da                | 5:27  |
| 6  | Wer nichts wagt, kann nichts verlieren | 3:42  |
| 7  | Ich mache, was ich will                | 5:53  |
| 8  | Du kannst alles haben                  | 3:46  |
| 9  | Viel zu jung                           | 3:58  |
| 10 | Das Problem bist du                    | 3:51  |
| 11 | Lasst es uns tun                       | 3:15  |
| 12 | H                                      | 3:00  |

## Informationen zu einzelnen Liedern
Hier sind die Onkelz
Der Titelsong des Albums ist ein typisches Onkelz-Lied, bei dem die Band sich selbst mit Ironie und Pathos feiert.
Finde die Wahrheit
Das Lied ist sehr gesellschaftskritisch und prangert das Verhalten vieler Menschen an, die oft Dinge nicht mehr hinterfragen und nur noch konsumorientiert oder desinteressiert leben. Textlich ist u. a. von der „Gier nach Geld“, „verlorenen Seelen“, „korrupten Bullen“ und „Schulen voller Idioten“ die Rede.
Danke für nichts
Der Titel ist eine Abrechnung mit einem Großteil der Medien, die der Band „blind und ignorant“ gegenüberstehen und erst durch die steigenden Albenverkäufe auf sie aufmerksam wurden.
Du kannst alles haben
Du kannst alles haben ist aus der Sicht eines unglücklich Verliebten geschrieben, der bereit ist, alles für seine Liebe zu tun, aber letztendlich spürt, dass die Gefühle nicht erwidert werden.
Viel zu jung
Das Stück behandelt das heikle Thema Kindesmissbrauch, wobei das Kind von seinem eigenen Vater sexuell misshandelt wird.
H
H steht für Heroin und behandelt die damals überwundene Drogensucht des Onkelz-Sängers Kevin Russell.
Quellen

## Rezeption
| Professionelle Bewertungen | Professionelle Bewertungen |
| -------------------------- | -------------------------- |
| Kritiken                   |                            |
| Quelle                     | Bewertung                  |
| Metal Hammer               | [ 4 ]                      |

Von der Fachpresse (z. B. Metal Hammer und Rock Hard) wurde das Album als eine sehr gute Produktion gelobt, wobei der Metal Hammer sechs von sieben möglichen Punkten vergab. Das Musikmagazin Musikexpress hingegen rezensierte das Album negativ, verbunden mit einem ausführlichen Interview mit Bassist Stephan Weidner.
In dem Roman Wir waren wie Brüder von Schriftsteller Daniel Schulz, der im Februar 2022 im Verlag Hanser Berlin erschien und sich mit dem Thema Neonazismus im Ostdeutschland der Nachwendezeit prosaisch beschäftigt, zitiert der Autor einige Zeilen aus dem Song Danke für nichts.

## Kommerzieller Erfolg

### Chartplatzierungen und Singles
Das Album stieg, trotz eines Verkaufsboykotts durch WOM (World of Music) und MediaMarkt, in der 41. Kalenderwoche des Jahres 1995 auf Platz 21 in die deutschen Albumcharts ein und belegte in den folgenden beiden Wochen Position 6, bevor es die Höchstplatzierung 5 erreichte. Insgesamt hielt sich Hier sind die Onkelz 28 Wochen in den Top 100. In den deutschen Jahrescharts 1995 belegte der Tonträger Rang 58.
Als Single wurde das Lied Finde die Wahrheit ausgekoppelt. Auf der Veröffentlichung befinden sich zusätzlich die beiden nicht auf dem Album enthaltenen Stücke Benutz’ mich und Weiß. Die Single konnte sich nicht in den deutschen Charts platzieren.
| ChartsChartplatzierungen | Höchstplatzierung | Wochen |
| ------------------------ | ----------------- | ------ |
| Deutschland (GfK)        | 5 (28 Wo.)        | 28     |
| Österreich (Ö3)          | 12 (16 Wo.)       | 16     |
| Schweiz (IFPI)           | 25 (4 Wo.)        | 4      |

| ChartsJahrescharts (1995) | Platzierung |
| ------------------------- | ----------- |
| Deutschland (GfK)         | 58          |

### Auszeichnungen für Musikverkäufe
1996 erhielt das Album für über 250.000 verkaufte Exemplare in Deutschland eine Goldene Schallplatte. Außerdem wurde es in Österreich 1998 für mehr als 25.000 verkaufte Einheiten ebenfalls mit Gold ausgezeichnet.
| Land/Region        | Auszeichnungen für Musikverkäufe (Land/Region, Auszeichnung, Verkäufe) | Verkäufe |
| ------------------ | ---------------------------------------------------------------------- | -------- |
| Deutschland (BVMI) | Gold                                                                   | 250.000  |
| Österreich (IFPI)  | Gold                                                                   | 25.000   |
| Insgesamt          | 2× Gold ·                                                              | 225.000  |